# Miroslav Kundera
Miroslav Kundera (ur. 16 maja 1965 w Taborze) – czechosłowacki kolarz torowy i szosowy, brązowy medalista mistrzostw świata.

## Kariera
Największy sukces w karierze Miroslav Junec odniósł w 1987 roku, kiedy wspólnie z Miroslavem Junecem, Pavlem Soukupem i Svatoplukiem Buchtą zdobył brązowy medal w drużynowym wyścigu na dochodzenie podczas torowych mistrzostw świata w Wiedniu. Ponadto Kundera startował także w wyścigach szosowych, zajmując między innymi dziesiąte miejsce w klasyfikacji generalnej wyścigu Dookoła Grecji w 1989 roku. Nigdy nie brał udziału w igrzyskach olimpijskich.